# Buracas do Casmilo

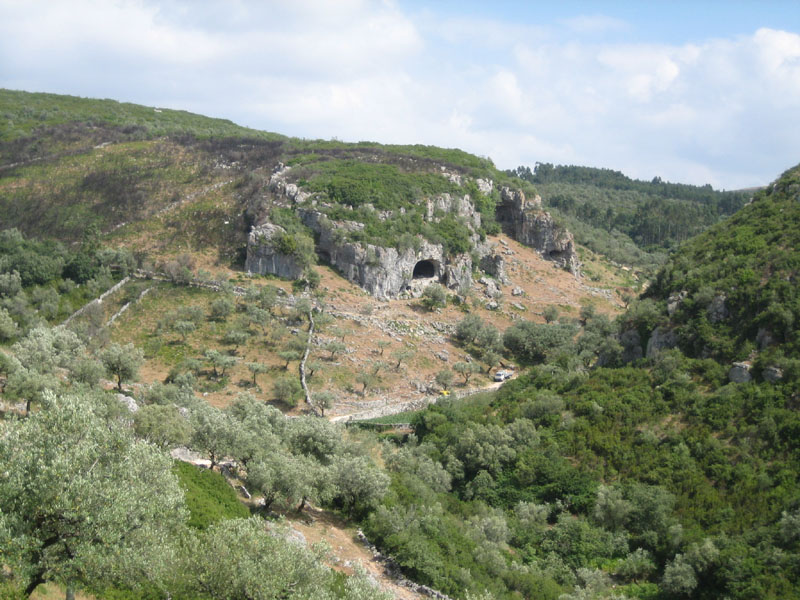
Buracas do Casmilo

As Buracas do Casmilo são uma interessante formação geológica que pode ser visitada no Município de Condeixa-a-Nova, freguesia do Zambujal, em Portugal.
Na estrada que liga o monte da Senhora do Círculo à Serra de Janeanes encontramos a povoação de Casmilo. Entrando na povoação e seguindo por um caminho marcado pela paisagem cársica dos calcários, encontramos as Buracas do Casmilo.
Ladeada por grandes escarpas, esta interessante formação geológica corresponde ao que resta de várias salas de uma gruta existente no interior do monte, resultando do abatimento da parte central de uma conduta que deixou a descoberto as suas partes laterais extremas.
As Buracas do Casmilo e toda a sua zona envolvente são muito procuradas para a realização de actividades de ar livre, designadamente, escalada, montanhismo, orientação, rappel e acampamentos.